# Trichinella
Trichinella (pronunciado como triquinela) es el género de gusanos parásitos del filo Nematoda causante de la triquinelosis, también conocida como triquinosis, ya que los miembros de este género son frecuentemente nombrados como triquinas debido a que tras su descubrimiento Richard Owen lo denominó Trichina en 1835 a pesar de que este nombre ya estaba asignado a un género de dípteros.
Como el resto de los nemátodos, presenta un pseudoceloma (cavidad corporal solo constituida de un ectodermo y un endodermo) y un tracto digestivo de una vía, pero este presenta un esófago glandular muy largo formado por esticocitos, que permite diferenciarlo fácilmente de otros nematodos con los que podría confundirse. 
El parásito adulto se localiza en el intestino delgado de mamíferos, aves o reptiles, según su especie, pero las larvas que producen se diseminan en el torrente sanguíneo y parasitan la musculatura esquelética. 

## Especies

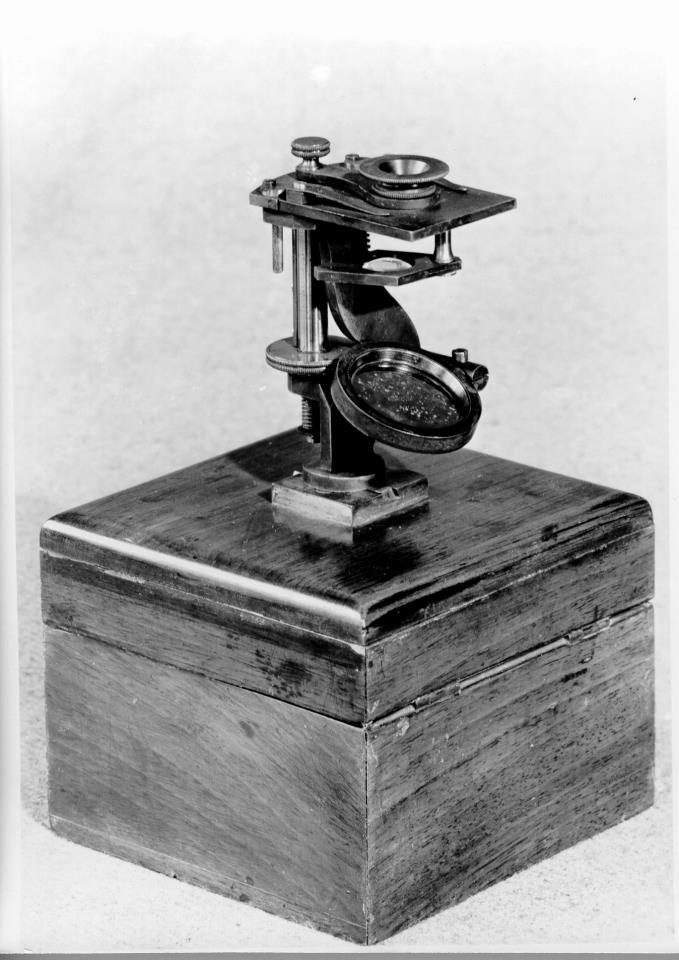

Las especies de Trichinella son todas morfológicamente muy similares a la descubierta en 1835 por James Paget, y debido a ello hasta 1972 sólo se consideraba válida la especie Trichinella spiralis. Actualmente se pueden diferenciar por técnicas de biología molecular (multiplex PCR, RAPD, etc.) y se aceptan las siguientes especies y genotipos:
- Trichinella spiralis (Genotipo T1)
- Trichinella nativa (Genotipo T2)
- Trichinella T6 (estrictamente relacionada con T. nativa)
- Trichinella britovi (Genotipo T3)
- Trichinella T8 (estrictamente relacionada con T. britovi)
- Trichinella murrelli (Genotipo T5)
- Trichinella T9 (relacionada con T. britovi)
- Trichinella nelsoni (Genotipo T7)
- Trichinella pseudospiralis (Genotipo T4)
- Trichinella papuae (Genotipo T10)
- Trichinella zimbabwensis (Genotipo T11)
- Trichinella patagoniensis (Genotipo T12)